# Cremosperma cinnabarinum
Cremosperma cinnabarinum là một loài thực vật có hoa trong họ Tai voi. Loài này được (Fritsch) C.V.Morton mô tả khoa học đầu tiên năm 1935.